# Giuseppe Marciante
Giuseppe Marciante (Catania, 1951. július 16. –) olasz katolikus pap, a Cefalùi egyházmegye megyéspüspöke.

## Élete
1951. július 16-án született Cataniában. Miután befejezte a teológiai és filozófiai tanulmányait a Cataniai Teológiai Intézetben, a Gregoriana Pápai Egyetemen missziológiából szerzett diplomát. Papi szolgálatát a Cataniai főegyházmegyében kezdte, majd a Római egyházmegyében folytatta. 2009-ben az egyházmegye segédpüspöke,  Thagora címzetes püspöke lett. 2011. októberében II. János Pál pápai káplánná nevezte ki. 2018-tól a Cefalùi egyházmegye püspöke.